# Coracornis
Coracornis es un género de aves paseriformes de la familia Pachycephalidae. Sus especies se distribuyen por las Célebes.

## Especies
Se reconocen las siguientes especies:
- Coracornis raveni – Silbador dorsicastaño
- Coracornis sanghirensis – Silbador de la Sangir